# OpenWork
OpenWork（オープンワーク）は、企業に関する社員クチコミ情報を提供するウェブサイト及びそれを運営する会社である。同社は、「ひとりひとりが輝く、ジョブマーケットを創る。」をミッションに掲げている。

## 概要
転職・就職のための情報プラットフォームとして、在籍企業の職場環境に対する社員の評価スコアや社員クチコミ、求人情報を提供している。 2007年からサービスを開始し、国内最大規模の社員クチコミと評価スコア（約1600万件　※2023年11月末時点）を有している。登録ユーザー数は、約600万人（※2023年11月末時点）。
2019年5月23日より「Vorkers」から現在の「OpenWork（オープンワーク）」にサービス名を変更し、それに伴い社名も株式会社ヴォーカーズからオープンワーク株式会社に変更した。